# Sit crestat gris
El sit crestat gris (Coryphospingus pileatus) és un ocell de la família dels tràupids (Thraupidae).

## Hàbitat i distribució
Habita garrigues àrides, bosc obert, matolls i vegetació secundària de les terres baixes al centre i nord-est de Colòmbia, nord de Veneçuela, incloent l'illa Margarita. Est i sud-est del Brasil.